# Martinus Veltman
Martinus Justinus Godefriedus Veltman (Waalwijk, 27 giugno 1931 – Bilthoven, 4 gennaio 2021) è stato un fisico olandese, vincitore, insieme a Gerardus 't Hooft, del premio Nobel per la fisica nel 1999, «per aver spiegato la struttura quantistica dell'interazione elettrodebole».

## Biografia
Martinus J.G. Veltman nasce a Waalwijk, nei Paesi Bassi il 27 giugno 1931. Studia matematica e fisica all'Università di Utrecht dal 1948. Nel 1963 consegue il dottorato in fisica teorica e diviene professore presso il medesimo ateneo nel 1966.
Collaboratore al CERN dal 1961, tra 1963 e 1964, durante una lunga permanenza allo SLAC, negli Stati Uniti, crea il programma informatico Schoonschip per l'elaborazione simbolica di equazioni matematiche. Oggi il programma è considerato il primo sistema di algebra computazionale.
Nel 1971, Gerardus 't Hooft, durante il suo percorso di dottorato sotto la supervisione di Veltman, ottiene argomenti convincenti a favore del fatto che le teorie di Yang-Mills con massa possono essere rinormalizzate. I due concludono insieme la dimostrazione del fatto che, rompendo le simmetrie della teoria di Yang-Mills secondo il metodo suggerito da Peter Higgs, la teoria può essere consistentemente regolarizzata e rinormalizzata; questo risultato ha un impatto immediato sul modello standard delle interazioni elementari, precedentemente formulato con il contributo essenziale di Glashow, Weinberg e Salam, e considerato a tutt'oggi il modello più affidabile e completo della fisica delle particelle nota.
Nel 1981, Veltman lascia l'Università di Utrecht per trasferirsi all'Università del Michigan, contrariato perché non ritiene sufficientemente riconosciuto il suo ruolo nella scoperta. Si ritira dalla fisica nel 1996 all'età di 65 anni. Nel 1999, Veltman viene insignito del premio Nobel assieme a 't Hooft.
Veltman è stato professore all'Università del Michigan. L'asteroide 9492 Veltman è intitolato a lui.